# Shigefumi Mori

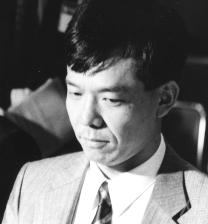
Shigefumi Mori

Shigefumi Mori (森 重文, Mori Shigefumi; Nagoya, 23 februari 1951) is een Japans wiskundige, die bekendstaat voor zijn het werk op het gebied van de algebraïsche meetkunde, met name in relatie met de classificatie van driedimensionale variëteiten.
Mori studeerde aan de Universiteit van Kyoto, waar hij zijn in 1975 afstudeerde. In 1978 promoveerde hij onder begeleiding van Masayoshi Nagata met een proefschrift over endomorfismeringen van speciale Abelse variëteiten. 
Voor zijn werk werd hij in 1990 bekroond met de Fields-medaille op het Internationaal Wiskundecongres in Kioto.
Sinds 1990 is hij professor aan de Universiteit van Kyoto.